# Esperanza del Bajío
Esperanza del Bajío är en ort i Mexiko.   Den ligger i kommunen Huimanguillo och delstaten Tabasco, i den sydöstra delen av landet, 600 km öster om huvudstaden Mexico City. Esperanza del Bajío ligger 41 meter över havet och antalet invånare är 150.
Terrängen runt Esperanza del Bajío är platt, och sluttar västerut. Runt Esperanza del Bajío är det ganska glesbefolkat, med 45 invånare per kvadratkilometer. Närmaste större samhälle är Manuel Sánchez Mármol, 6,9 km norr om Esperanza del Bajío. Trakten runt Esperanza del Bajío består till största delen av jordbruksmark.